# Войняса (комуна, Вилча)
Войняса (рум. Voineasa) — комуна у повіті Вилча в Румунії. До складу комуни входять такі села (дані про населення за 2002 рік):
- Валя-Мечешулуй (86 осіб)
- Войнешица (509 осіб)
- Войняса (1146 осіб)

Комуна розташована на відстані 200 км на північний захід від Бухареста, 47 км на північний захід від Римніку-Вилчі, 122 км на північ від Крайови, 131 км на захід від Брашова.

## Населення
За даними перепису населення 2002 року у комуні проживала 1741 особа.
Національний склад населення комуни:
| Національність | Кількість осіб | Відсоток |
| -------------- | -------------- | -------- |
| румуни         | 1731           | 99,4%    |
| угорці         | 7              | 0,4%     |
| українці       | 1              | 0,1%     |
| німці          | 1              | 0,1%     |
| турки          | 1              | 0,1%     |

Рідною мовою назвали:
| Мова       | Кількість осіб | Відсоток |
| ---------- | -------------- | -------- |
| румунська  | 1734           | 99,6%    |
| угорська   | 6              | 0,3%     |
| українська | 1              | 0,1%     |

Склад населення комуни за віросповіданням:
| Релігія       | Кількість осіб | Відсоток |
| ------------- | -------------- | -------- |
| православні   | 1729           | 99,3%    |
| римо-католики | 10             | 0,6%     |
| адвентисти    | 1              | 0,1%     |
| мусульмани    | 1              | 0,1%     |

## Зовнішні посилання
- Дані про комуну Войняса на сайті Ghidul Primăriilor [Архівовано 31 липня 2009 у Wayback Machine.]